# Moga, Indien

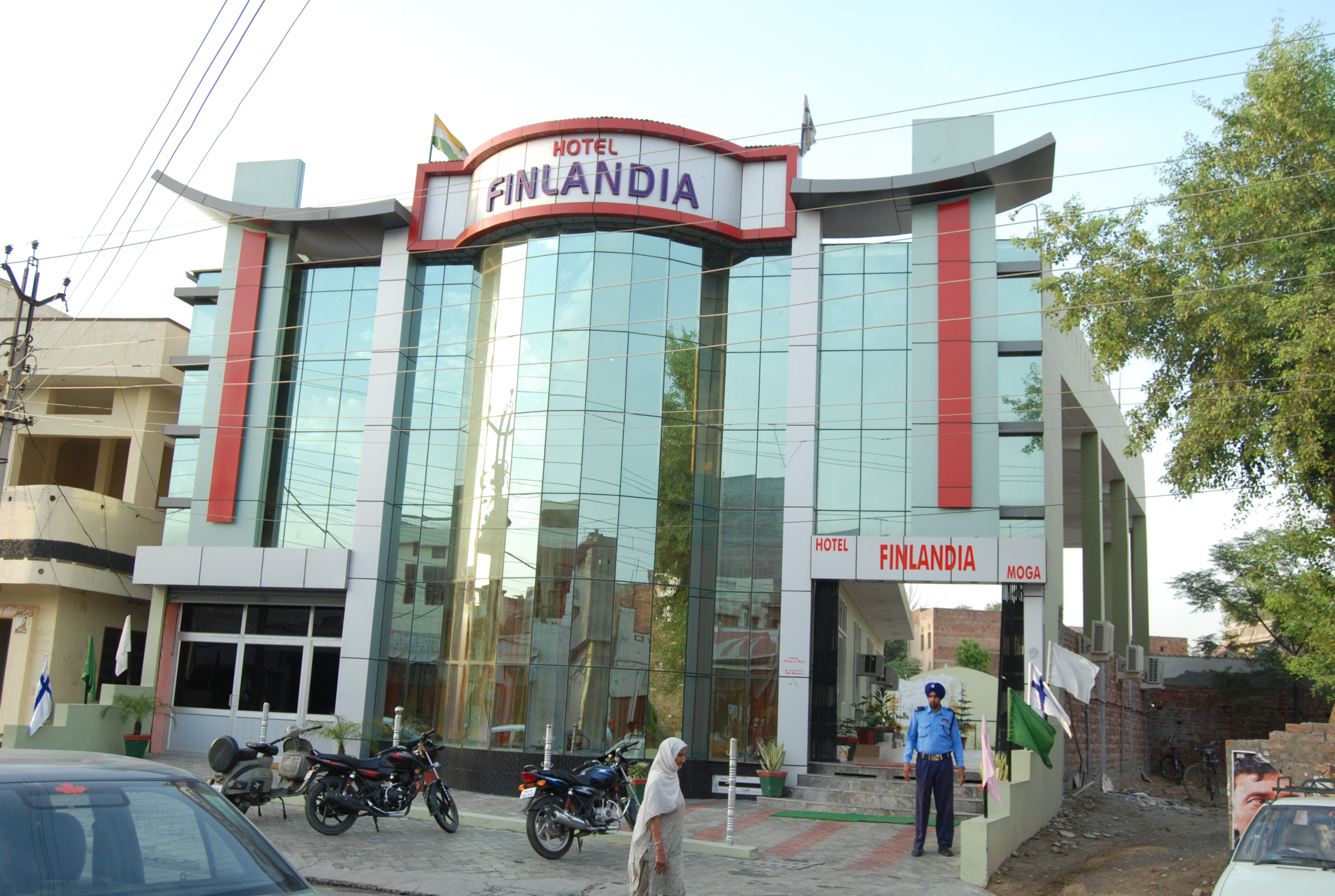
Moga

Moga är en stad i delstaten Punjab i Indien, och är administrativ huvudort för ett distrikt med samma namn. Folkmängden uppgick till 150 411 invånare vid folkräkningen 2011, med förorter 163 397 invånare.